# Pak Nam-chol
Pak Nam-chol (3 de outubro de  1988), é um futebolista Norte-Coreano que atua como zagueiro. Atualmente, joga pelo Amrokgang. Disputou a Copa do Mundo de 2010 representado seu país.